# シージェッター海斗
『シージェッター海斗』（シージェッターかいと）は、宮城県石巻市のローカルヒーローである。

## 概要
石巻市に隣接する登米郡石森町（現：登米市）出身の漫画家・石ノ森章太郎が生前に原作を手がけた特撮番組『超神ビビューン』に登場する超神バシャーン（海の神）のNG版鉄魔神シャドルのラフスケッチがもとになっている。石ノ森萬画館を運営する株式会社街づくりまんぼうが石森プロダクション監修の元、2004年に海斗のスーツを製作した。
海斗は海底人の子孫であり水上オートバイを相棒に、海と自然の破壊を企む悪の軍団ヒメラニアン帝国の怪人と戦う、というのが誕生当時の設定である。後に石ノ森萬画館が発行した「シージェッター海斗 マガジン」によれば、海斗は「地上民族（ジバシリ族）と海底民族（ウミナリ族）の間に生まれた少年・鳴海光真（なるみ こうしん）」が変身した姿とされており、トクマコミックス版もこの設定に基いている。変身時のキーワードは「閃鋼」。

## 主な展開

### ヒーローショー
- 石ノ森萬画館が主催するイベント、あるいは県内外のイベントにおいて、ステージ上にて行われる。

### 水上ショー
- 敵味方ともに水上オートバイを駆って水上で繰り広げられる。石ノ森萬画館では毎年７月に開催される。

### ラッピング電車
- JR仙石線を走る205系「マンガッタンライナーII」の4号車（石巻方）先頭部および側面に海斗が描かれている。

### モニュメント
- 2010年3月、石ノ森萬画館の正面に実物大のモニュメントが設置された。2011年3月、東日本大震災の津波に飲まれ流出するも、2週間後にガレキの中から見つかり、石ノ森萬画館に戻された[5]。

### オリジナルテーマソング
「シージェッター海斗」
作詞・歌：遠藤正明 / 作曲：影山ヒロノブ / 編曲：山本健司
2004年12月に発表。2009年にCD化。後述の理由で、2011年7月6日に発売された遠藤正明のアルバム『(e)-STYLE』に収録された。
「不滅のヒーロー SEAJETTER KAITO」
作詞・作曲：遠藤正明 / 歌：影山ヒロノブ、遠藤正明、きただにひろし / 編曲：山本健司
「I Can See!!KAITO」
作詞・作曲：YOFFY / 歌：YOFFY / 編曲：YOFFY
「たたかえ!!シージェッター海斗」
作詞：水木一郎・三条陸 / 作曲・歌：水木一郎 / 編曲：大橋恵 / コーラス：Project.R（高橋秀幸、谷本貴義、Sister MAYO、五條真由美） / ギター：IMAJO（サイキックラバー） / トランペット：Akuzawa（Z旗）
後述の映像作品の主題歌として製作。
「まほろばの群青」
作詞：遠藤正明・木村仁 / 作曲：水木一郎 / 歌：水木一郎 / 編曲：高木洋 / ギター：IMAJO（サイキックラバー） / トランペット：Akuzawa（Z旗）
「未来(あした)へ進め！シージェッター海斗 ～NEXT ACTION FOR THE FUTURE～」
作詞・作曲：遠藤正明 / 編曲：鈴木マサキ / 歌：影山ヒロノブ、遠藤正明、きただにひろし / コーラス：橋本みゆき

### CD
「シージェッター海斗」（1作目）
石ノ森萬画館で限定発売されていたが、2011年3月11日に発生した東日本大震災の津波によりCDの在庫が全て流失した。
「シージェッター海斗」（2作目）
2011年8月1日発売。流失した先のCDに代わり、震災復興の願いを込めて制作された。「シージェッター海斗」に加え、新曲「不滅のヒーロー SEAJETTER KAITO」の2曲入り。
「シージェッター海斗 10周年記念アルバム」
2014年11月15日発売。上記テーマソングや、海斗ショーで使用されているBGMに加え、「I Can See!!KAITO」も収録。また、特典DVDには、海斗のスペシャルムービーや、2011年に石巻市で行われたアニソンライブを収録。
「たたかえ!! シージェッター海斗」
2015年7月18日発売。「たたかえ!! シージェッター海斗」「まほろばの群青」の2曲入り。
「未来(あした)へ進め！シージェッター海斗 ～NEXT ACTION FOR THE FUTURE～」
2024年9月14日発売。「シージェッター海斗」「不滅のヒーロー SEAJETTER KAITO」「未来(あした)へ進め！シージェッター海斗 ～NEXT ACTION FOR THE FUTURE～」の3曲入り。

### 書籍
- 「シージェッター海斗 マガジン」 - 石ノ森萬画館発行。著者は石ノ森章太郎・早瀬マサト。先述のラフスケッチや、海斗のデータファイルを収録。また、早瀬マサトによる海斗誕生の漫画も掲載。
- 「シージェッター海斗」（トクマコミックス） - 全3巻。ハイパーホビー（徳間書店）において2010年12月～2014年8月に漫画が連載された。当初は隔月だったが、2011年4月から毎月に切り替わった。著者は石ノ森章太郎・早瀬マサト。設定はマガジン版とほぼ同様だが、誕生以降の戦いも描かれており、怪人も多数登場する。
- 「マンガッタン Vol.2」 - 街づくりまんぼう発行。著者は姫川明月。テーマソング「不滅のヒーロー SEAJETTER KAITO」の制作を描いたドキュメンタリー。遠藤正明、影山ヒロノブ、きただにひろしらが実名で登場し、ライブステージに出演する海斗も描かれている。

### テレビ出演
- 2009年6月28日、東名阪ネット6各局・日本BS放送で放送されている『走る男II』に出演。「走る男」こと森脇健児と伴走した。その他、悪役であるミャーガノイド3体と『サイボーグ009』の003も伴走者として出演。
- 2014年10月22日、NHK総合『あさイチ』に出演。石巻市と女川町を訪れた、俳優の金子貴俊と交流した。その際、アクションのキレや腹筋の締まり具合を称賛された。なお、その後に訪れた石ノ森萬画館の男性スタッフも腹筋を触られているが、その感触から変身前ではないと判断された。また、2011年4月23日にイオンモール石巻で行われた「がんばろう宮城!応援アニソンライブ」に遠藤正明と共に出演した映像や、後述の映像作品も紹介された。
- 2015年1月30日、日本テレビ系列『笑神様は突然に…』に出演。石ノ森萬画館を訪れたお笑いタレントら（サンドウィッチマン、品川祐（品川庄司）、狩野英孝）がクラブアビシスやミャーガノイドに襲われているところを助ける形で登場した。救出後は、質問コーナーや寸劇が行われた。

### 映像作品
石ノ森章太郎生誕75周年記念として実写版『シージェッター海斗特別編』を制作。石ノ森萬画館リニューアルオープンの2013年3月23日から石ノ森萬画館内映像ホールで上映。上映時間は15分。撮影期間は4日間だった。
- 監督 - 石田秀範
- 脚本 - 三条陸
- アクション監督 - 宮崎剛
- プロデューサー - 日笠淳、武部直美
- 出演 - 佐藤祐基、高岩成二
- 声の出演 - 飯塚昭三、てらそままさき